# 比永 (蒂耶尔区)
比永（法語：Bulhon）是法国多姆山省的一个市镇，位于该省东北部，属于蒂耶尔区。该市镇总面积12.47平方公里，2009年时的人口为488人。

## 人口
比永人口变化图示